# همزباخ
شهر همزباخدر ایالت بادن-وورتمبرگ در کشور آلمان واقع شده‌است.